# Greatest Hits (Mötley Crüe)
| Recensione | Giudizio |
| ---------- | -------- |
| AllMusic   |          |

Il Greatest Hits album dei Mötley Crüe è stato pubblicato nel 1998 dall'etichetta discografica di loro proprietà Motley Records.
Nella raccolta sono stati inseriti anche i due brani inediti Bitter Pill e Enslaved mentre non compare nessun brano del periodo in cui nella band ha militato John Corabi. Nel 2003 è stata messa in commercio la versione rimasterizzata (original recording remastered) della raccolta contenente gli stessi brani (nello stesso ordine).

## Tracce
1. Bitter Pill – 4:26 (Nikki Sixx, Vince Neil, Tommy Lee, Mick Mars)
2. Enslaved – 4:30 (Sixx, Lee, Mars)
3. Girls, Girls, Girls – 4:30 (Sixx, Lee, Mars)
4. Kickstart My Heart – 4:43 (Sixx)
5. Wild Side – 4:40 (Sixx, Lee)
6. Glitter (remix) – 5:40 (Sixx, Scott Humphrey, Bryan Adams)
7. Dr. Feelgood – 4:50 (Sixx, Mars)
8. Same Ol' Situation (S.O.S.) – 4:12 (Sixx, Neil, Lee, Mars)
9. Home Sweet Home – 3:55 (Sixx, Neil, Lee)
10. Afraid – 4:07 (Sixx)
11. Don't Go Away Mad (Just Go Away) – 4:40 (Sixx, Mars)
12. Without You – 4:29 (Sixx, Mars)
13. Smokin' in the Boys Room – 3:22 (Cub Koda, Mike Lutz)
14. Primal Scream – 4:44 (Sixx, Neil, Lee, Mars)
15. Too Fast for Love – 3:22 (Sixx)
16. Looks That Kill – 4:07 (Sixx)
17. Shout at the Devil '97 – 3:42 (Sixx)

## Formazione
- Vince Neil – voce
- Mick Mars – chitarra
- Nikki Sixx – basso
- Tommy Lee – batteria